# پارادورن سریچاپان
 پارادورن سریچاپان (تایلندی: ภราดร ศรีชาพันธุ์؛ زاده ۱۴ ژوئن ۱۹۷۹) یک تنیس‌باز اهل تایلند است. 